# Xəzər-Lənkəran Futbol Klubu
La Xəzər-Lənkəran Futbol Klubu, nota come semplicemente FK Khazar Lenkoran, è una società calcistica azera con sede nella città di Lankaran.
Fondata nel 2004, ha militato per dodici stagioni consecutive in massima serie, vincendo il titolo nel 2006-2007, oltre a 3 Coppe d'Azerbaigian e una Supercoppa d'Azerbaigian. Al termine dell'annata 2015-2016 ha cessato le proprie attività per dedicarsi al solo settore giovanile.

## Giocatori
Nazim Əliyev, durante il periodo di militanza nel Xəzər-Lənkəran, fu convocato dalla nazionale azera.

## Palmarès

### Competizioni nazionali
- Campionato azero: 1

2006-2007
- Coppa d'Azerbaigian: 3

2006-2007, 2007-2008, 2010-2011
- Supercoppa d'Azerbaigian: 1

2013

### Altri piazzamenti
- Campionato azero:

Secondo posto: 2004-2005, 2010-2011, 2011-2012
- Coppa d'Azerbaigian:

Finalista: 1993-1994, 2009-2010, 2012-2013
Semifinalista: 2004-2005, 2005-2006, 2013-2014